# Henry Hastings Sibley
Henry Hastings Sibley (Detroit, 20 febbraio 1811 – Saint Paul, 18 febbraio 1891) è stato un politico statunitense. Fu il primo governatore dello stato del Minnesota.

## Biografia

### Infanzia e istruzione
Henry Hastings Sibley nacque a Detroit, dove suo padre Solomon, nativo del Massachusetts, e sua madre Sarah Whipple Sproat vi giunsero nel 1797. Questo spostamento da parte dei genitori fu una delle tante migrazioni dovute alla guerra d'indipendenza americana. Solomon Sibley fu un promettente giurista a Detroit mentre suo figlio Henry iniziò a studiare giurisprudenza nell'ufficio del padre.

### Carriera
Nel 1828, il giovane Sibley iniziò a lavorare come impiegato in una casa mercantile a Sault Ste. Marie, nel Michigan. Dal 1829 al 1834 lavorò come agente di commercio per la American Fur Company a Mackinac. Nel 1834 Sibley divenne socio della compagnia e la medesima trasferì la propria sede a St. Peter (attuale Mendota) nel Minnesota. Sibley visse qui fino dal 1834 al 1862.

### Matrimonio e famiglia

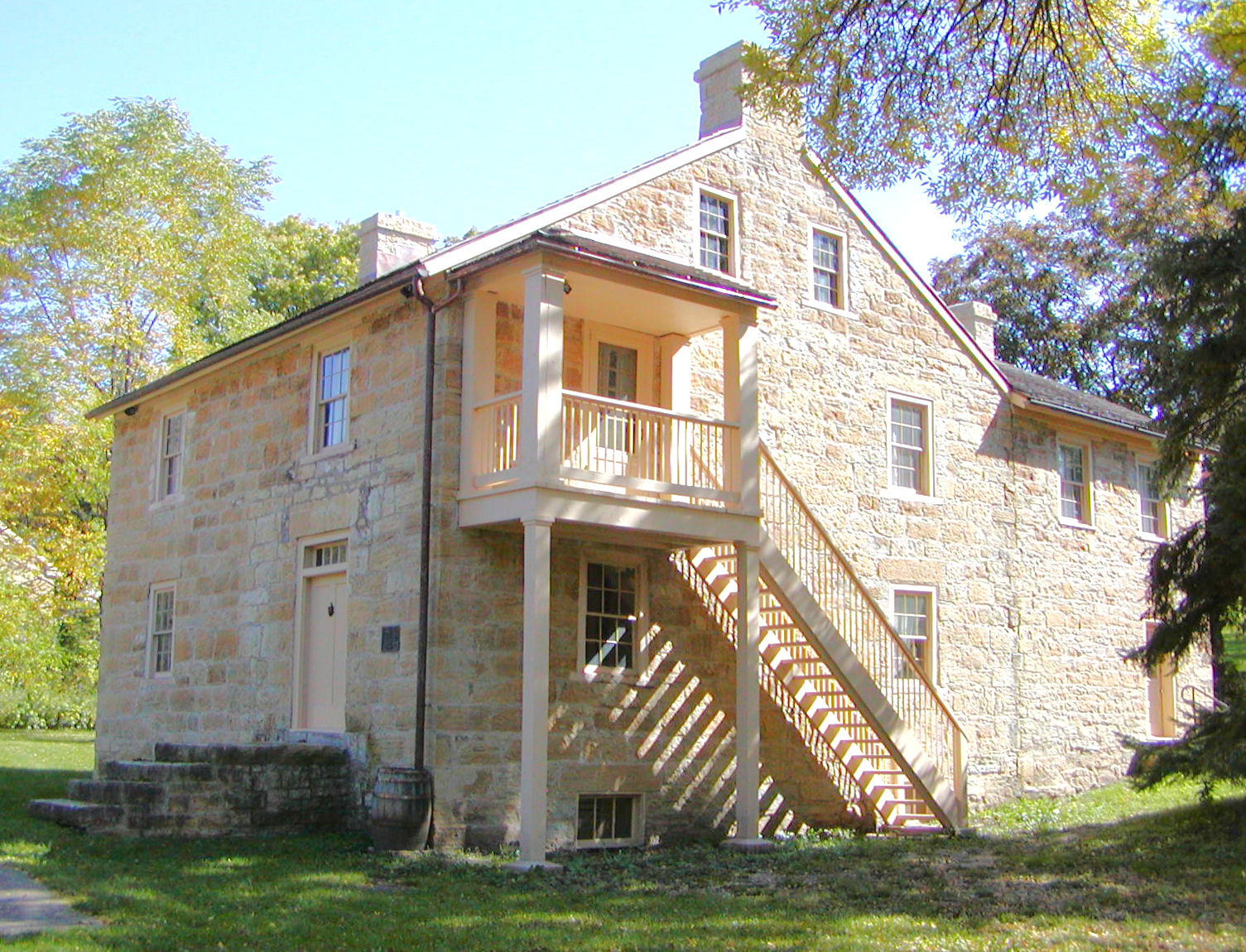
Casa di Sibley a St. Peter

Nel 1836, Sibley iniziò a costruire la propria casa a St. Peter, che oggi è la Sibley House Historic Site. Tra il 1839 e il 1840, Sibley sposò de facto una Red Blanket Woman, nipote di un capo dei Mdewankonton Dakota, che glidiede una figlia, Helen Hastings Sibley, conosciuta anche col nome di Wahkiyee, nata nell'agosto 1841. Le circostanze di questo "matrimonio" sono oscure ma secondo alcune fonti, la donna si sarebbe poi risposata con un Dakota e sarebbe morta all'inizio del 1843.
Il 2 maggio 1843 Henry Sibley sposò Sarah Jane Steele, figlia del generale James Steele e di sua moglie Mary Hume. Il fratello di Sarah Jane, Franklin Steele, fu un ricco uomo d'affari mentre sua sorella, Anna Abby, sposò il dottor Thomas R. Potts, primo sindaco di Saint Paul. In questo periodo, Helen Sibley fu affidata ad una famiglia missionaria e crebbe nella società bianca di Saint Paul. Henry ebbe rapporti pubblici con la figlia sino al 1859, anno della morte di quest'ultima.

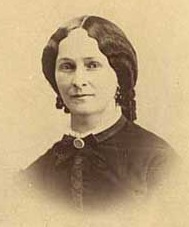
Sarah Jane Steele Sibley

È interessante notare come i confini politici cambiarono così frequentemente dal 1836 al 1862 che, tutti i figli di Henry Hastings e Helen Jane Sibley che nacquero in questa casa, furono registrati in unità politiche differenti: Michigan, Wisconsin, Iowa, Territorio del Minnesota ed, infine, stato del Minnesota. Nel 1862, la famiglia Sibley si spostò a St. Paul.

### Carriera politica
La carriera politica di Sibley iniziò nel 1838, quando fu nominato giudice di pace ad ovest del fiume Mississippi dal governatore del territorio dell'Iowa, John Chambers. In seguito, divenne delegato non-votante dal territorio del Wisconsin al Congresso statunitense per coprire il seggio del dimissionario John Hubbard Tweedy. Ricoprì la carica di delegato al Congresso fino al 1853.
Sibley fu poi eletto alla Camera dei Rappresentanti del territorio del Minnesota dal gennaio al marzo 1855, in rappresentanza della contea di Dakota. Sibley prese anche parte all'Assemblea costituente del Minnesota. La costituzione fu adottata il 13 ottobre 1857.
Nel 1858 Sibley fu eletto governatore del Minnesota, sconfiggendo alle elezioni statali Alexander Ramsey. Ricoprì questa carica fino all'inizio del 1860, dopodiché decise di non ricandidarsi per un secondo mandato.

### Carriera militare

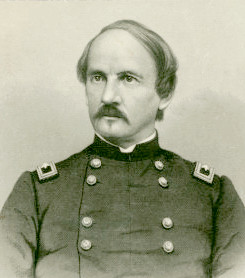
Henry Hastings Sibley in uniforme nel 1862

Nel 1862, allo scoppio della guerra di secessione americana, Sibley fu colonnello delle milizie di stato. Diresse la linea sul fiume Minnesota per evitare gli attacchi dei Sioux. Nel 1862 partecipò a quattro battaglie e nell'ultima di queste, la battaglia di Wood Lake, le sue milizie riuscirono a catturare circa 2.000 Sioux, di cui 303 furono condannati a morte.
Per il suo "valore sul campo di battaglia", Sibley fu promosso a brigadiere generale dei volontari il 29 settembre 1862. Stabilì il suo quartier generale a St. Paul e creò un nuovo dipartimento militare in cui incluse il Minnesota, l'Iowa, il Wisconsin e il territorio del Dakota. Nel 1863, ottenne un secondo successo in una spedizione contro i Sioux nel territorio del Dakota.
Continuò a difendere la frontiera occidentale anche nel 1864 e nel 1865. Il 29 novembre 1865 Sibley divenne generale maggiore dei volontari per gli "efficienti servizi". Fu sollevato dal comando del distretto del Minnesota nell'agosto 1866, dopo la fine della guerra.

### Carriera dopo la guerra
Dopo la guerra civile, Sibley fu attivo nei traffici commerciali. Divenne presidente della camera di commercio di St. Paul, e in seguito ebbe numerosi incarichi presso banche, ferrovie ed altre corporazioni.
Fu attivo anche nelle organizzazioni civili. Sibley infatti, divenne membro della Minnesota Historical Society e poi presidente della stessa nel 1849.

### Morte

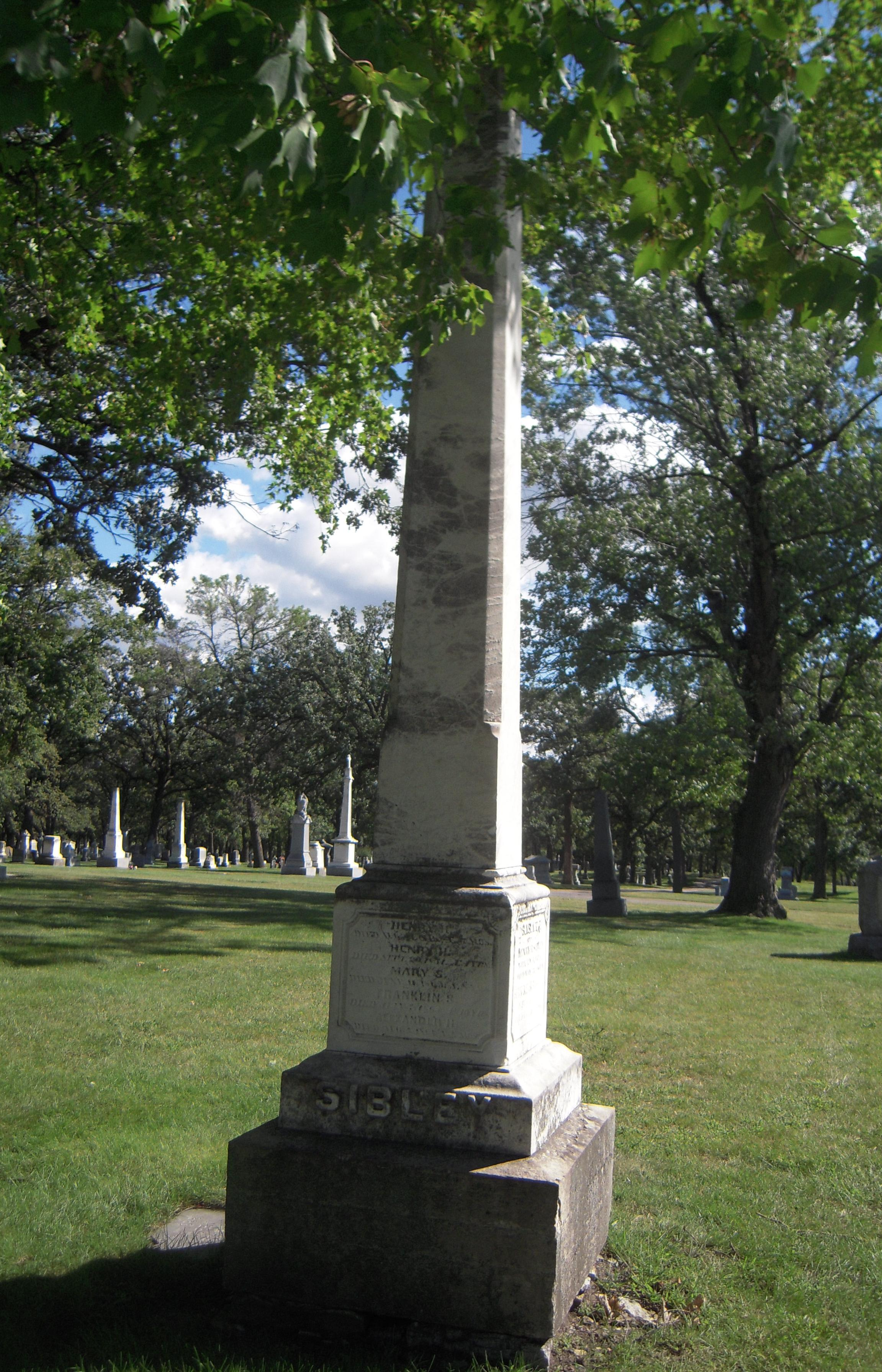
Tomba di famiglia di Sibley

Henry Hastings Sibley morì a St. Paul nel 1891 e fu sepolto nel cimitero Oakland nella stessa St. Paul. Dopo la sua morte la contea di Sibley e molte città degli Stati Uniti hanno preso da lui il loro nome.